# Christine Dueholm
Christine Dueholm Jessen (født 1968 i Gadbjerg) er en dansk trommeslager, percussionist, sanger, studie- og orkestermusiker, underviser, stomp- og rytmikinstruktør.
Hun er Musiker/Musiklærer diplomuddannet på Rytmisk Musikkonservatorium og Banff Centre of Arts.
Foruden at spille rytmisk musik, bruger hun rytmen som mental styrketræner på skoler og i virksomheder.
Alene med Christine Dueholm Trio (med Hugo Rasmussen og Søren Kristiansen), Stine Mitchels orkester og Jytte Abildstrøms teater i Riddersalen har hun spillet med i mere end 1.000 koncerter i Danmark og har med Morild, Sisters og Perry Stenbäck desuden turneret i Europa, Asien, Sydafrika og USA.
Aktuelt høres Christine i bandsammenhænge med den rytmiske skandinaviske folk group BRAGR, som er opkaldt efter den nordiske gud af musik og poesi. Trioen består af Perry Stenbäck / guitar og nøgleharpe, Jesper Frost Bylling / bas og Christine Dueholm på trommer.
Desuden udgav hun i efteråret 2013 en undervisningsbog i basale færdigheder på trommesæt, som udkom på forlaget "Dansk Sang".

## Priser og nomineringer
Christine Dueholm modtog i 1995, med kvartetten "Sisters"/"Jazzsisters", tre priser for "Best Arrangement", "Most Popular Band" og "3'rd Prize - General Performance"[kilde mangler] ved European Jazz Contest afholdt i Bruxelles/Brussels. I 1999 blev hun blev kåret som Årets Frederiksberg Talent.
Den første nominering til Danish Music Awards i kategorien "Årets Danske Debut/folk" var i 2006 med udgivelsen "Drømte mig en drøm" af gruppen Morild udgivet af GO Danish Folk Music. Anden gang var med albummet (2007) Mosekonen brygger i kategorien Årets børneudgivelse. Endelig blev også albummet Der stod 3 skalke af Morild nomineret på Danish Music Awards Folk (2009) i kategorien Årets Visealbum.

## Diskografi
- Elkdance (Sisters, 1996) - produceret af Bo Stief
- Drømte mig en drøm (Morild, 2005)
- Mosekonen Brygger (Stine Michel, 2007)
- Der stod tre skalke (Morild, 2008)
- Ønskeegen (Stine Michel, 2009)
- Lounge 'n feel good (Circles, 2010)
- Himmelhøj (Stine Michel, 2012)

## Privat
Dueholm blev i 1997 gift med guitaristen Perry Stenbäck. Sammen har de børnene Robert (født 2000) og Simon (født 2003, død 2020).